# Chaetops aurantius
Chaetops aurantius là một loài chim trong họ Chaetopidae.